# Aušrys Macijauskas
Aušrys Macijauskas (* 29. September 1968 in Kėdainiai) ist ein litauischer Politiker der Rajongemeinde Kėdainiai. Er war Vizeminister für Landwirtschaft.

## Leben
Nach dem Abitur an der Sekundarschule in Sowjetlitauen absolvierte er 2000 das Studium der Agronomie an der Lietuvos žemės ūkio universitetas. 1993 gründete er eine Werbungsfirma und war danach Verwalter. 2001 wurde er Ratsvorsitzende vom Verband Lietuvos grūdų augintojų asociacija. Von 2008 bis 2011 war er  stellvertretender Landwirtschaftsminister Litauens.
Ab 1995 war er Mitglied der Tėvynės sąjunga, ab 2001 Mitglied im Präsidium der Landwirtschaftskammer Litauens sowie ab 2003 Mitglied im Rat der Rajongemeinde Kėdainiai.
Er ist verheiratet und hat zwei Kinder.